# جيم برايس (وكيل مواهب)
جيم برايس (بالإنجليزية: Jim Price) هو وكيل مواهب أمريكي، ولد في 2 أكتوبر 1966 في إنغلوود في الولايات المتحدة.

## وصلات خارجية
- جيم برايس على موقع مرجع كرة القدم المحترفة.كوم (الإنجليزية)